# Mozart-Verein zu Dresden
Der Mozart-Verein zu Dresden ist ein 1896 in Dresden gegründeter Verein zur Pflege des Werks des Musikers Wolfgang Amadeus Mozart. Er ist an die 1995 gegründete Deutsche Mozart-Gesellschaft angeschlossen.
Der Chor des Mozart-Vereins löste sich 2004 auf.
Das Orchester des Vereins besteht aus etwa 40 Musikern, die jährlich etwa sechs öffentliche Konzerte geben.

## Kapellmeister
- Georg Aloys Schmitt (1896–1902)
- Max von Haken (1902–1916)
- Adolf Hagen (1916–1921)
- Erich Schneider (1921–1976)
- Hans Thiem (1973–1995)
- Klaus Dieter Stephan (Orchester; 1995–2011)
- Helmut Gerber (Chor; 1995–2004)
- Christian Thiele (2011–2019)
- Vladyslav Vorobel (seit 2019)